# Hard out Here
«Hard Out Here» es una canción de la cantante británica Lily Allen. La canción fue lanzada el 17 de noviembre de 2013, el primer sencillo del próximo tercer álbum de estudio de Allen y es la primera grabación en solitario inicial de Allen desde 2009. Allen escribió la canción en colaboración con Greg Kurstin, con la producción de la canción a cargo de este último.
Musicalmente, «Hard out Here» es una canción synthpop con letras giran en torno a las «presiones de la imagen corporal y la misoginia en la industria del entretenimiento.»

## Lista de canciones
- Descarga digital[2]

1. "Hard Out Here" – 3:31

- CD sencillo (Alemania)[3]

1. "Hard Out Here" – 3:31
2. "Somewhere Only We Know" – 3:28

## Posicionamiento en listas
| Listas (2013–2014)                     | Mejor posición |
| -------------------------------------- | -------------- |
| Alemania (Offizielle Deutsche Charts)  | 2              |
| Australia (ARIA)                       | 14             |
| Austria (Ö3 Austria Top 40)            | 1              |
| Bélgica (Flandes) (Ultratop 50)        | 24             |
| Bélgica (Valonia) (Ultratop 50)        | 29             |
| Croacia (Airplay Radio Chart)          | 8              |
| Dinamarca (Tracklisten)                | 36             |
| Escocia (Scottish Singles Sales Chart) | 12             |
| Eslovaquia (Rádio Top 100)             | 50             |
| España (Top 100 Canciones)             | 50             |
| Francia (SNEP)                         | 80             |
| Irlanda (IRMA)                         | 21             |
| Italia (FIMI)                          | 17             |
| Japón (Japan Hot 100)                  | 92             |
| Nueva Zelanda (Recorded Music NZ)      | 14             |
| Países Bajos (Dutch Top 40)            | 32             |
| Reino Unido (UK Singles Chart)         | 9              |
| República Checa (Rádio Top 100)        | 20             |
| Suiza (Schweizer Hitparade)            | 6              |

## Historial de lanzamientos
| País           | Fecha                   | Formato(s)              | Discográfica |
| -------------- | ----------------------- | ----------------------- | ------------ |
| Australia      | 17 de noviembre de 2013 | Descarga digital        | Parlophone   |
| Alemania       | 17 de noviembre de 2013 | Descarga digital        | Parlophone   |
| Irlanda        | 17 de noviembre de 2013 | Descarga digital        | Parlophone   |
| Reino Unido    | 17 de noviembre de 2013 | Descarga digital        | Parlophone   |
| Estados Unidos | 17 de noviembre de 2013 | Descarga digital        | Parlophone   |
| Francia        | 18 de noviembre de 2013 | Descarga digital        | Parlophone   |
| Reino Unido    | 18 de noviembre de 2013 | Radio hit contemporáneo | Parlophone   |
| Alemania       | 17 de enero de 2014     | CD sencillo             | Warner Music |